# Bertha Honoré Palmer

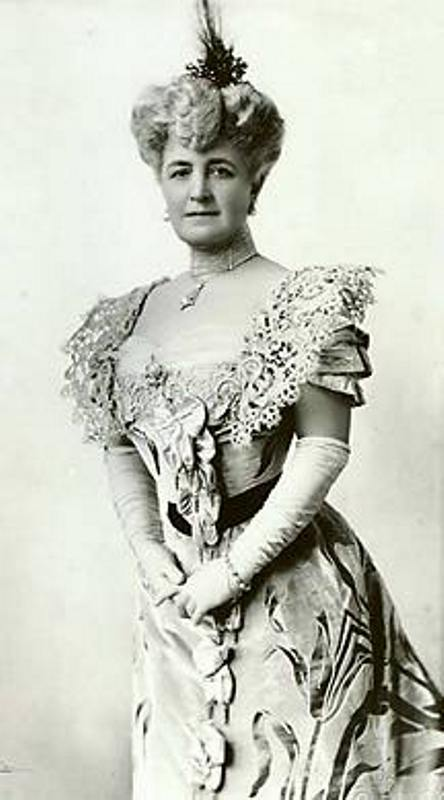
Bertha Honore Palmer

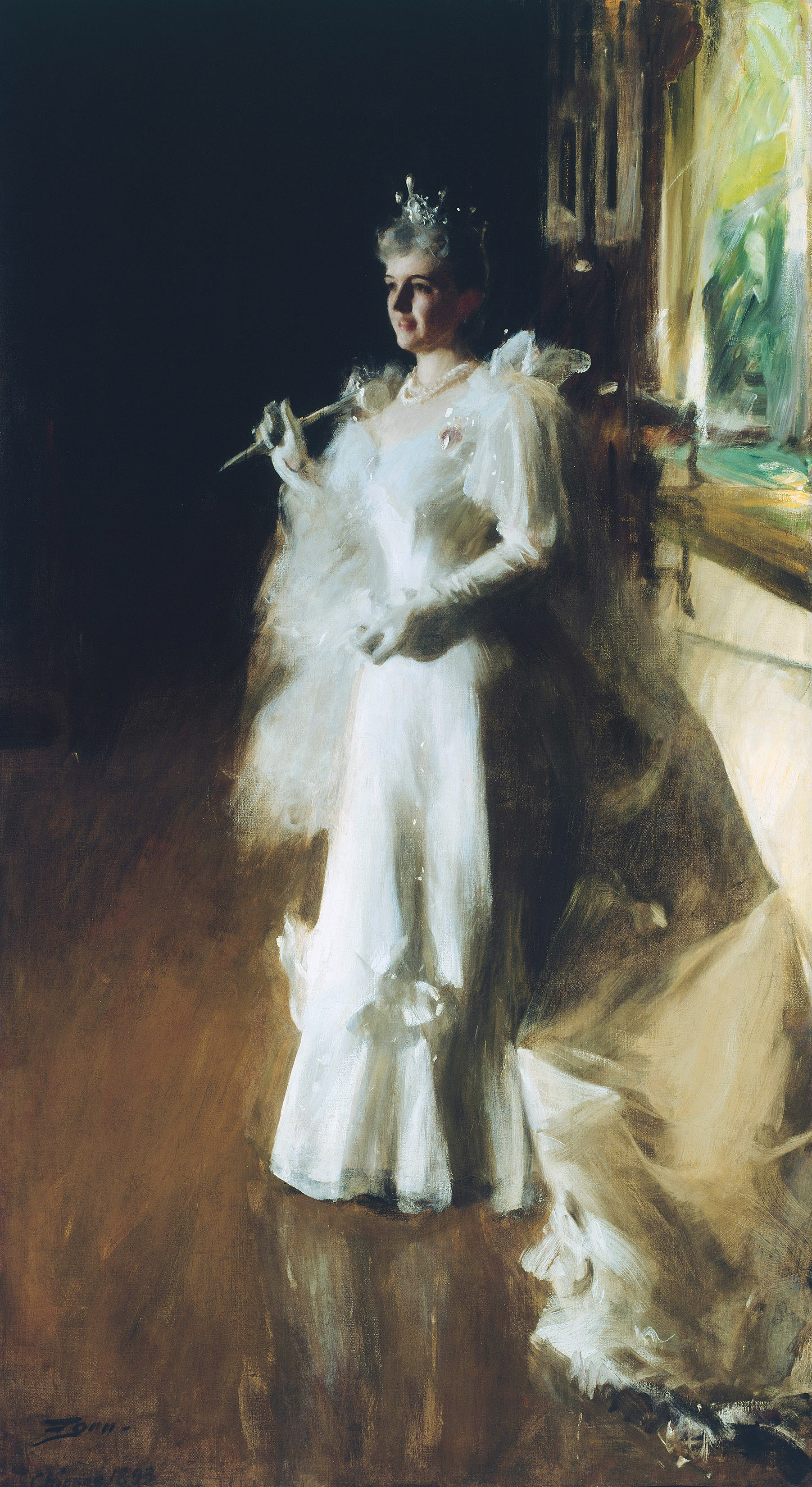
Anders Zorn: Porträt Mrs Potter Palmer

Bertha Honoré Palmer (auch Mrs. Potter Palmer), geborene Bertha Matilde Honoré (* 22. Mai 1849 in Louisville, Kentucky; † 5. Mai 1918 in Osprey (Sarasota County), Florida) war eine amerikanische Unternehmerin, Philanthropin und Mäzenin.

## Leben und Wirken

### Jugend
Bertha Honoré stammte aus einer Familie französischer Einwanderer. Ihr Großvater Jean Antoine Honoré betrieb die erste Dampfschiffslinie zwischen Louisville und New Orleans. Ihr Vater Henry Hamilton Honoré war ein erfolgreicher Kaufmann in der Immobilienwirtschaft. Als Bertha Honoré sechs Jahre alt war, zog die Familie nach Chicago. Nachdem sie zunächst teuren Privatunterricht erhalten hatte, besuchte sie später eine Schule in Washington D. C. Ihren zukünftigen Ehemann lernte sie mit 13 Jahren im Hause ihrer Eltern kennen.

### Potter Palmer
Potter Palmer (1826–1902) hatte sich 1852 aus New York kommend in Chicago niedergelassen und mit der Firma „P. Palmer & Co. Dry Goods“ ein erfolgreiches Kurzwarengeschäft etabliert. 1865 begann er in der State Street, in großem Umfang heruntergekommene Gebäude zu kaufen und errichtete dort ein neues Kaufhaus. Diesem Beispiel folgten andere Kaufleute und Potter Palmer konnte gewinnbringend Grundstücke verkaufen. Ende der 1860er Jahre verkaufte er das Warenhaus an seinen Geschäftspartner Marshall Field und konzentrierte sich auf das Immobiliengeschäft.

### „Palmer House Hotel“
Die Hochzeit der 21-jährigen Bertha Honoré mit dem 44-jährigen Potter Palmer fand 1870 statt. Die Braut erhielt als Hochzeitsgeschenk das „Palmer House Hotel“ im Wert von 3.500.000 $. Nach der Fertigstellung des Hotels 1871 fiel es 13 Tage später dem Großen Brand von Chicago zum Opfer. Potter Palmer gelang es, in kürzester Zeit ein neues Hotel zu bauen. Dafür musste er die damals enorme Summe von 1,7 Millionen $ Kredit aufnehmen, was bis zu diesem Zeitpunkt die größte je in den USA an eine Privatperson verliehene Geldsumme darstellte. Das Paar bewohnte zunächst eine Suite im Palmer House Hotel, bevor sie 1885 an den Lake Shore Drive zogen. Heute gehört das Hotel zum Hilton-Konzern.

### Palmer Castle

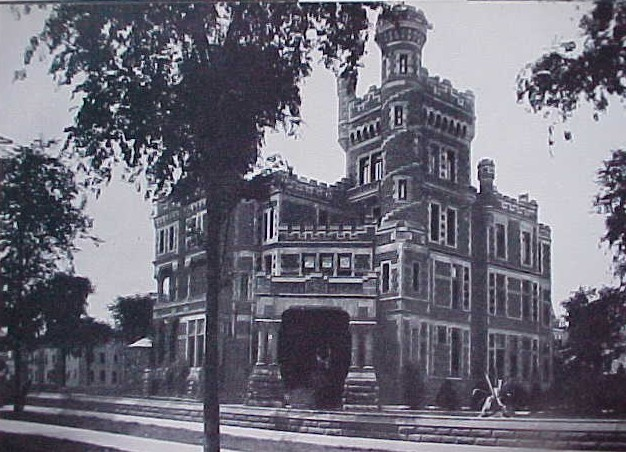
Palmer Castle

Das nach Wert mit Stand 2003 etwa 18 Millionen $ teure „Palmer Castle“ wurde im burgartigen Stil der Neugotik auf einer Grundfläche von 73 × 51 Meter nach Plänen des Architekten Henry Ives Cobb gebaut. Die achteckige Eingangshalle war 6 Meter hoch und hatte einen marmornen Mosaikfußboden. An den mit tropischen Hölzern verkleideten Wänden hingen Gobelinteppiche. Während das Musikzimmer im spanischen Stil eingerichtet war, gab es andere Salons im französischen, türkischen, griechischen und japanischen Stil. Das Esszimmer im englischen Stil bot 50 Personen Platz. Darüber hinaus gab es eine zweigeschossige Gemäldegalerie und einen der ersten Fahrstühle. Das „Palmer Castle“ war das erste Gebäude an der so genannten Gold Coast (Goldküste), welche zur bevorzugten Wohngegend der wohlhabenden Bürger Chicagos wurde.

### „Chicago Woman’s Club“
Bertha Honoré Palmer gehörte zu den ersten Mitgliedern des Chicago Woman’s Club. Diesem gehörten sowohl Damen der Oberschicht wie auch Frauen der Arbeiterklasse an, um soziale Fragen zu erörtern. Sie förderten die neue Idee der Kindergärten, bis die Stadt diese als Teil des Schulsystems einrichtete. Ebenfalls führten sie preiswerte Milch für Kinder der Unterschicht ein und kümmerten sich um die Betreuung von Kindern inhaftierter Mütter.

### Chicagos Weltausstellung 1893
Diese Weltausstellung fand zur Erinnerung des vierhundertsten Jahrestages der Entdeckung Amerikas durch Kolumbus statt. Sie sollte Chicagos Schmuddelimage als Schlachthof der Nation aufbessern. 1891 wurde Bertha Honoré Palmer zur Vorsitzenden des Board of Lady Managers der World’s Columbian Exposition gewählt. Dieser Ausschuss war eigentlich als ehrenamtliches Gremium gedacht, doch Bertha Honoré Palmer nutzte ihren Einfluss um während der Ausstellung das Bewusstsein für die Leistungen der Frauen zu stärken. Es gab ein großes Woman’s Building (Gebäude der Frauen) und auch in jedem Pavillon der einzelnen US-Bundesstaaten fanden frauenthematische Ausstellungen statt. Bei der Eröffnung des Woman’s Building sprach sie die Worte: Freedom and justice for all are infinitely more to be desired than pedestals for a few. („Freiheit und Gerechtigkeit für alle sind ein größeres Verlangen als Denkmäler für wenige.“) Sie war der Mittelpunkt der Chicagoer Gesellschaft und empfing in ihrem Haus neben President McKinley auch zahlreiche Mitglieder europäischer Königshäuser, was ihr auch den Titel Queen of Chicago („Königin Chicagos“) einbrachte. Ihr zu Ehren wurde im Women’s Building ein Porträt von ihr des Malers Anders Zorn aufgehängt.

### Impressionisten

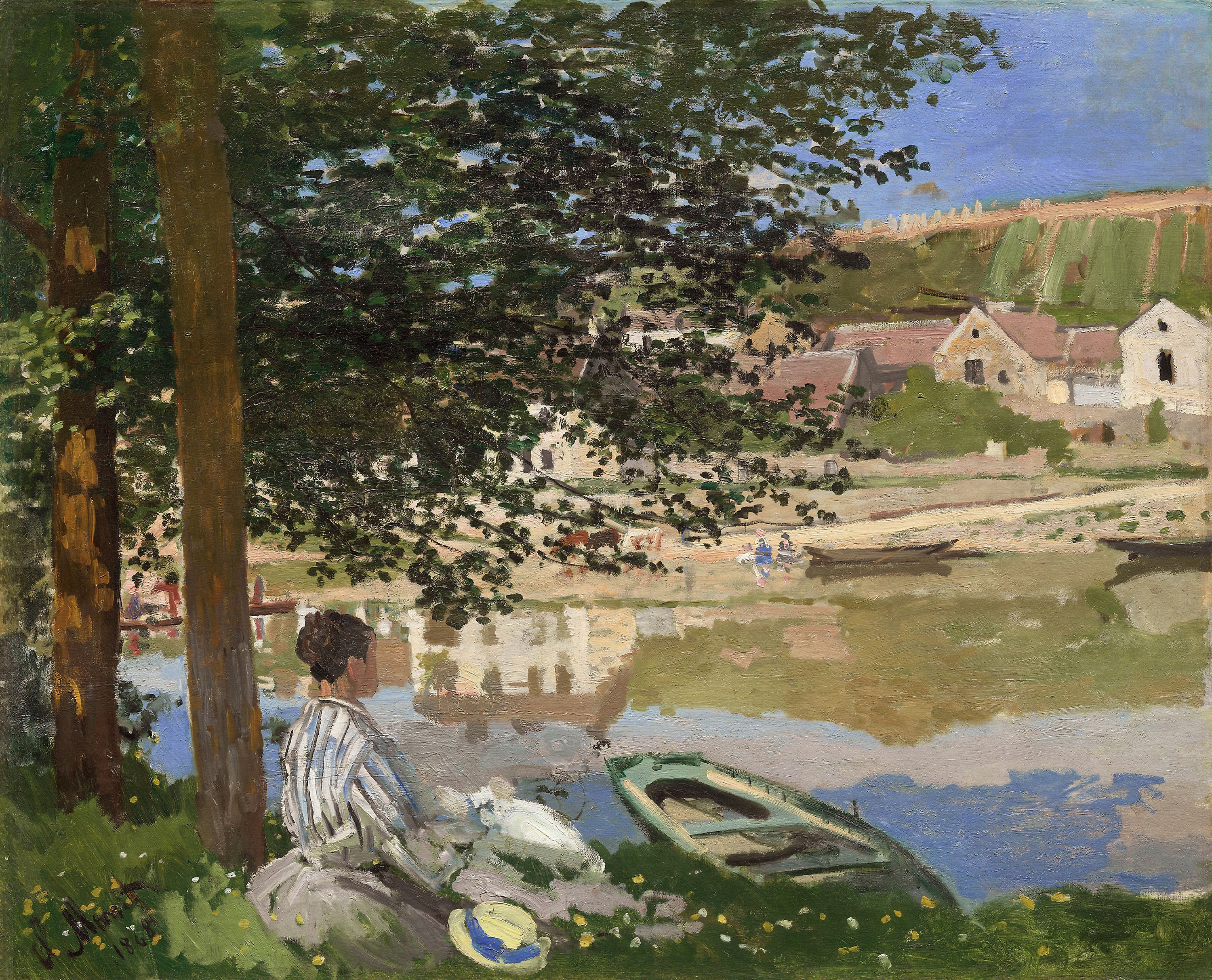
Claude Monet: Die Seine bei Bennecourt

Gleich nach ihrer Ernennung zur Vorsitzenden des Board of Lady Managers reiste Bertha Honoré Palmer nach Europa, um für die Bedeutung der Weltausstellung zu werben. Dort begann ihre Leidenschaft für die impressionistische Malerei und sie lernte Claude Monet persönlich kennen. Bei ihren Ankäufen wurde sie von der amerikanischen Malerin Mary Cassatt beraten, die auch am Aufbau der Sammlung Havemeyer maßgeblich mitwirkte. 
Als sie nach Chicago zurückkam, hatte sie zahlreiche Gemälde im Gepäck, allein 29 Arbeiten von Monet und elf von Pierre-Auguste Renoir. Sie gehörte damit zu den ersten amerikanischen Sammlern, die impressionistische Gemälde erwarben, in einer Zeit, als selbst europäische Museen diese Bilder nicht zeigen wollten. Bertha Honoré Palmer ist es auch zu verdanken, dass diese modernen Maler im Kunstpavillon der Weltausstellung gezeigt und einem breiten Publikum bekannt wurden. Sie vermachte ein Teil ihrer umfangreichen Sammlung später dem Art Institute of Chicago, wo sie den Kern der umfangreichen Impressionistensammlung darstellen.

### Soziales Engagement
Bertha Honoré Palmer half Hutmacherinnen bei der Gründung einer Gewerkschaft und organisierte einen Streik. Sie lud Arbeitgeber und Arbeitnehmervertreter zu einer Konferenz in ihr Haus und engagierte sich für Kranken- und Armenhäuser. Ihr palastartiger Wohnsitz war der Rahmen für Charity-Bälle, als deren früheste Initiatorin sie gilt.

### Witwenschaft
Nach dem Tod ihres Mannes 1902 hielt sie sich häufig in Paris und London auf, wo sie eigene Wohnungen unterhielt. Sie war eng mit Eduard VII. befreundet und die Zeitungen verbreiteten zahlreiche Gerüchte, wonach die 54-jährige erneut heiraten würde. Zu den genannten Kandidaten gehörten der Earl of Munster, der Duke of Atholl, Fürst Albert I. von Monaco und König Peter I. von Serbien. All diese Gerüchte erwiesen sich jedoch als unbegründet und sie heiratete nicht wieder. Sie reiste viel und nahm unter anderem im September 1907 mit ihrem Sohn Potter an der Jungfernfahrt der Lusitania teil.

### Florida
1910 las Bertha Honoré Palmer eine Anzeige in der Chicago Sunday Tribune, dass in Sarasota, Florida Land zu verkaufen sei. Die Vorstellung den Winter im milden Klima Floridas verbringen zu können, veranlasste sie, in und um Sarasota zehntausende Hektar Land zu erwerben, bis sie etwa ein Drittel des Bezirkes besaß. Neben einem Haus in Osprey ließ sie auch eine Musterfarm errichten und kaufte 1000 Kühe. Später wurde diese Farm dem Myakka River State Park gestiftet. Sie war eine der ersten Personen, die den Winter in Florida verbrachte, was bis heute von vielen Pensionären nachgeahmt wird.

### Tode, Erbe, Nachruhm

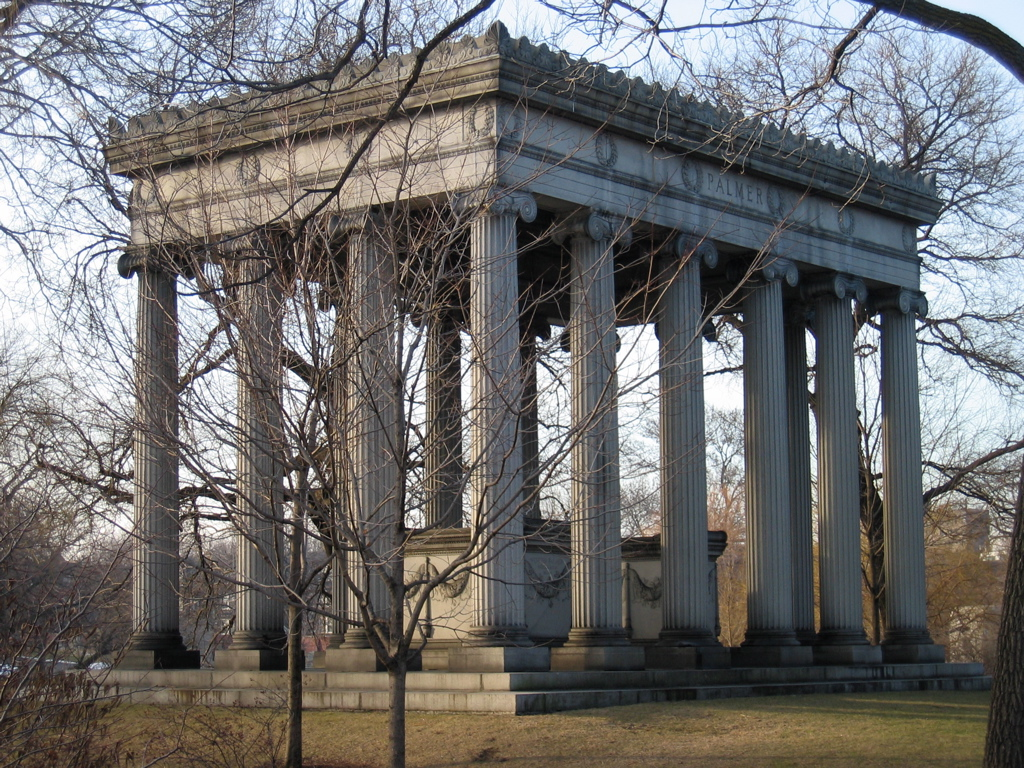
Palmer Mausoleum

Als Bertha Honoré Palmer 1918 in ihrem Haus Osprey Point starb, hatte sie das Vermögen ihres Gatten mehr als verdoppelt. Neben ihrer Gemäldesammlung, die an das Art Institute of Chicago ging, bedachte sie zahlreiche soziale Einrichtungen mit finanziellen Mitteln. Ihre Söhne Honore und Potter Palmer, Jr. erbten das verbleibende Vermögen. Ihr Landsitz Osprey Point mit seinen großen Parkanlagen wurde von der Familie 1980 der Gulf Coast Heritage Association gestiftet. 
Ihr Leben als unabhängige Frau war für viele Zeitgenossinnen vorbildlich und ihr Einsatz für die Rechte der Frauen fand zu einem frühen Zeitpunkt statt. Ihre Rolle bei der Förderung der Kultur Chicagos und darüber hinaus war in ihrer Zeit maßgebend. Ihr Grabdenkmal ist auf dem Graceland Cemetery in Chicago.

## Potter Palmer Collection

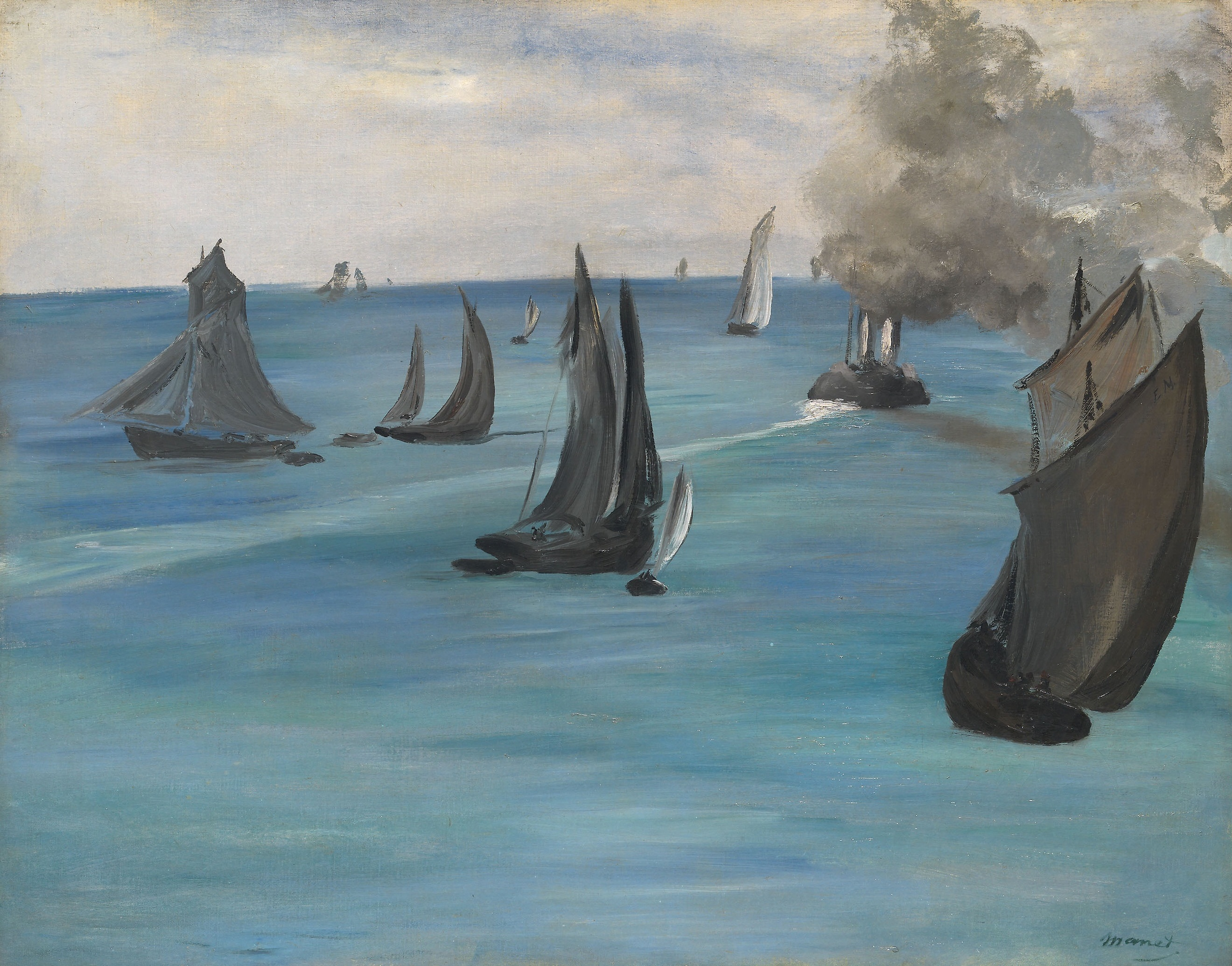
Edouard Manet: Ruhige See vor Boulogne
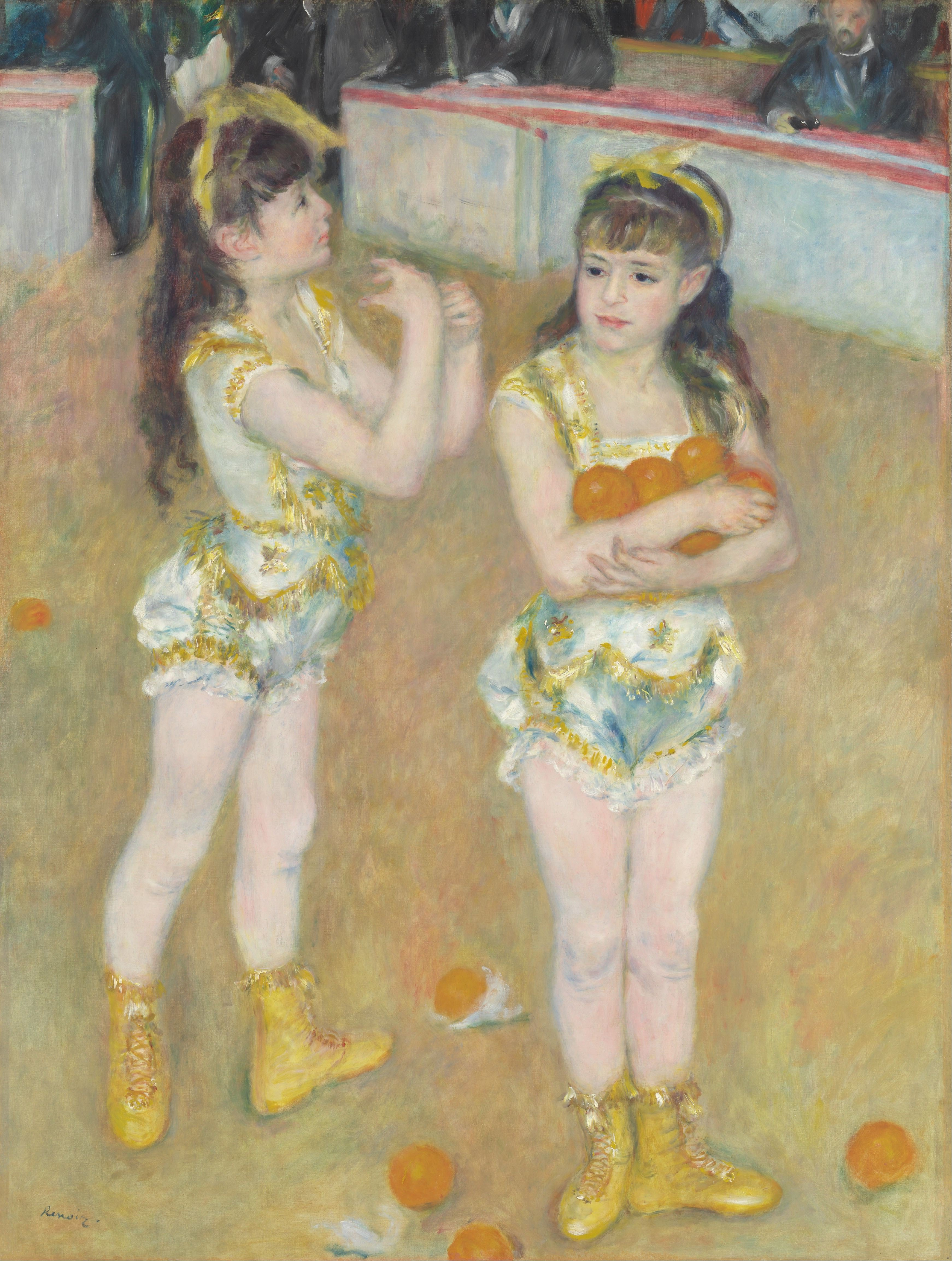
Pierre Auguste Renoir: Im Zirkus Fernando
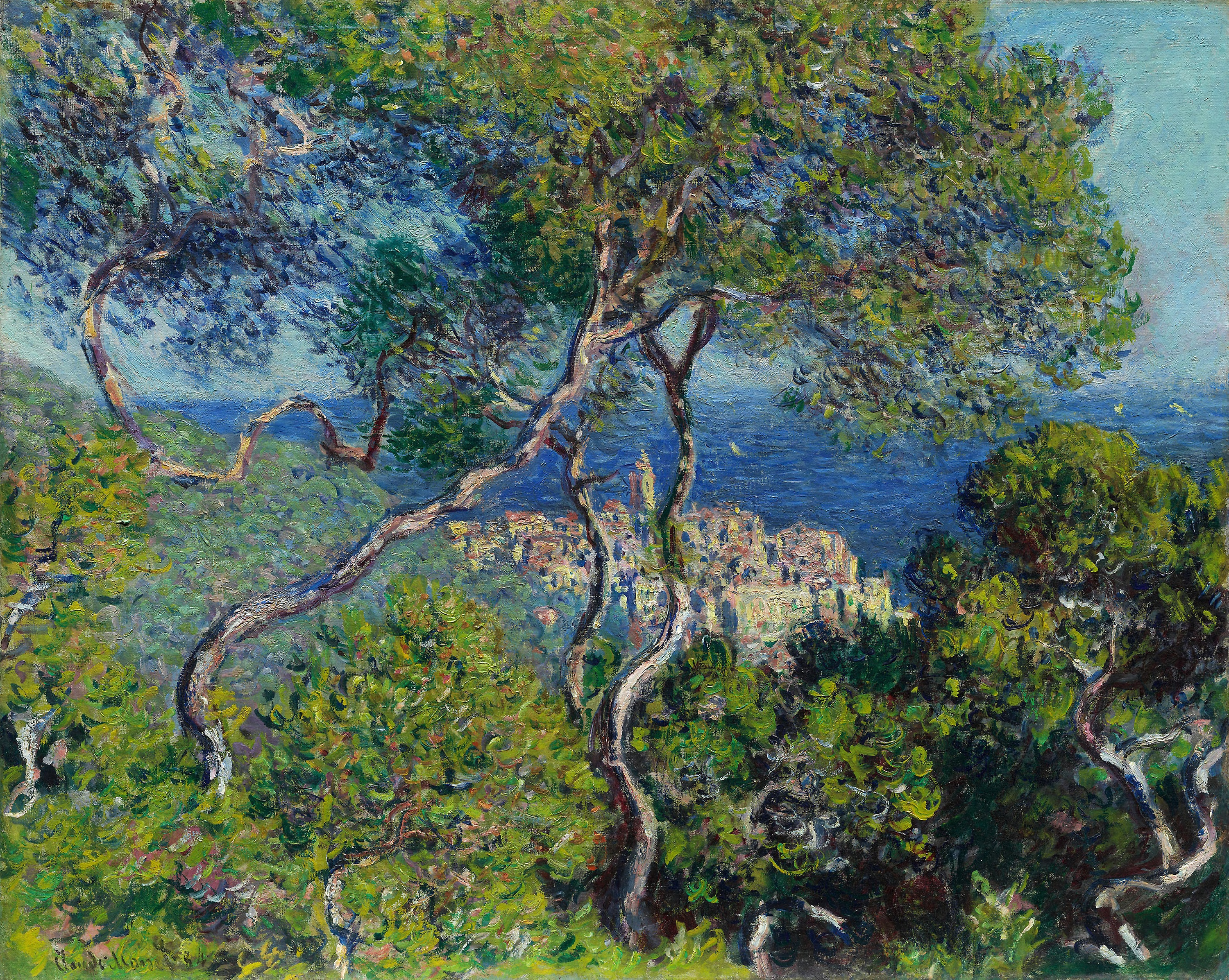
Claude Monet: Bordighera
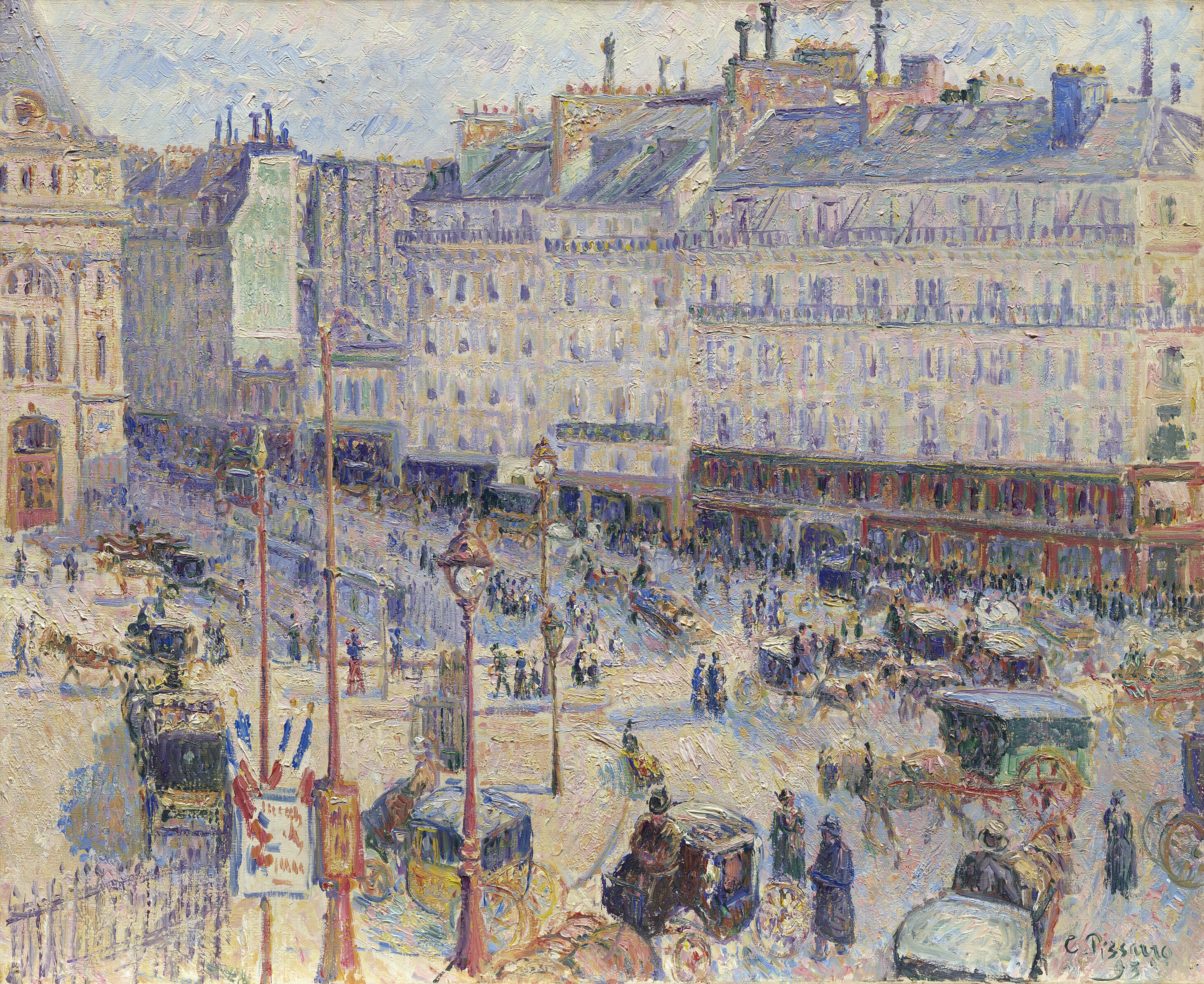
Camille Pissarro: Place du Havre, Paris